# Jhonaly Guzmán
Jhonaly Guzmán, también conocido como Jhonaly Makeup, es un maquillador dominicano. Jhonaly ha sido director de Maquillaje y Peinado de los premios Soberano en al menos cuatro ediciones.

## Carrera
Para 2023, Guzmán tenía al menos once años trabajando de manera independiente en Jhonaly Makeup Studio y había sido elegido cuatro veces como director de Maquillaje y Peinado de los premios Soberano, una premiación cultural y de espectáculo en República Dominicana. Ese año, contó con un equipo de 28 personas para trabajar siete cambios de maquillaje y peinado de 83 personajes.

## Vida personal
Jhonaly Guzmán se casó con Ángel Trifolio el 7 de septiembre de 2018 en Miami, Estados Unidos.